# Twa energia
Twa Energia – utwór polskiej piosenkarki Dody oraz jej oficjalnego sobowtóra, a prywatnie przyjaciela, Dżagi. Internetowa premiera piosenki wraz z teledyskiem odbyła się 5 czerwca 2012 na oficjalnym kanale YouTube Dody. Autorem tekstu jest Dżaga, scenariusz do teledysku jest pomysłem Dody, natomiast muzykę skomponował Tomasz Lubert.